# Ziegfeld Follies of 1913
The Ziegfeld Follies of 1913 è un musical statunitense, che debuttò a Broadway il 6 giugno 1913 al New Amsterdam Theatre. L'ultima replica fu tenuta il 6 settembre 1913. Le musiche dello spettacolo si devono a Raymond Hubbell, con musiche aggiunte di Will D. Cobb, Harry Ruby, Earl Carroll e Leo Edwards su libretto di George V. Hobart. Numeri aggiunti di Gene Buck e Dave Stamper. La direzione musicale era di Frank Darling.

## Il cast
La sera della prima, nel cast figurano i seguenti artisti:
- Jean Barnette
- Miss Beverly
- Miss Bowman
- Elizabeth Brice
- Martin Brown
- Evelyn Carlton
- May Carmen
- Stella Chatelaine
- Eleanore Christy
- Jose Collins
- Miss Cooke
- Jean Crane
- Jessie Crane
- Katherine Daly
- Miss Day
- Rose Dolly
- Bernard Dyllyn
- Leon Errol
- Miss Gabrielle
- Charles Gilmore
- Bessie Gros
- Elsie Hamilton
- Josephine Harriman
- Miss Hennessy
- Lola Hilton
- Miss Howe
- Ethel Amorita Kelley
- Adele La Pierre
- William LeBrun
- May Leslie
- Hazel Lewis
- Jessie Lewis
- Ruby Lewis
- Ian Maclaren
- Miss Marsden
- Margaret Morris
- Florence Nugent Jerome
- Ann Pennington
- Charles Purdy
- Murray Queen
- Max Sheck
- Miss St. Clair
- Peter Swift
- Miss Thompson
- Frank Tinney
- Lottie Vernon
- Daisy Virginia
- Miss Wardell
- Bunny Wendell
- Nat M. Wills
- Arthur Woodley
- Ernest Woods
- Flora Zabelle